# Blast (web TV)
Pour les articles homonymes, voir Blast.
Blast est un média indépendant français fondé en 2021 par le journaliste Denis Robert. Il combine une plateforme d'information généraliste et une web TV, diffusant des enquêtes, éditoriaux, chroniques et reportages. La ligne éditoriale est ancrée à gauche.
Le média fait l'objet de critiques, notamment pour son traitement du conflit syrien et les méthodes de management qui seraient pratiquées en interne.

## Histoire
Blast est fondé le 15 janvier 2021 à Paris à l'initiative de Denis Robert, un ancien journaliste d'investigation qui a ensuite participé à la direction de la rédaction de Le Média avant d'en être écarté,. Parmi ses fondateurs figurent plusieurs personnalités, comme Sabrina Ali Benali, Élise Van Beneden (présidente depuis 2020 d'Anticor), Pablo Servigne, David Dufresne, Bruno Gaccio, Gaspard Glanz, Gaël Giraud, Olivier Kautz, Florent Massot, Paloma Moritz, Alexis Poulin, Maxime Renahy et Salomé Saqué.
Blast traite les thématiques de la politique, de l'écologie, l'investigation, de la géopolitique, de l'économie, de la santé, de la justice, des luttes sociales, de la culture, à travers des reportages, des lives, des chroniques, des émissions de débats, des entretiens, des conférences, des articles de fond et des formations.
Le média a une ligne éditoriale qui se veut orientée à gauche. En juin 2024, Blast comme 90 médias français appelle à faire « front commun » contre l’extrême droite, qui selon eux menace la liberté de la presse en France et à soutenir la coalition de gauche du Nouveau Front populaire dans le cadre des élections législatives anticipées.
Blast débute en février 2021 une campagne de financement, à une période où le quotidien d'obédience catholique La Croix publie son 34e baromètre média, faisant état du plus bas niveau historique de l'intérêt de la population française pour l'information.
Après 23 jours, 5 400 contributeurs permettent de collecter plus de 500 000 €. Un mois après le début de la campagne, 620 000 € sont récoltés auprès de 6 500 contributeurs, sur les 100 000 € initialement attendus. Cette collecte permet l'embauche de 12 salariés. Le 11 mars 2021, la somme totale récoltée est de 802 367 €, apportés par 8 542 donateurs. Fin mars, la somme est de 923 031 euros. Pour Libération, cette somme est « apparemment modeste pour le lancement d’un site d’info, mais record pour une telle initiative ».
En 2022 Blast a touché 803 000 € d'« aide au pluralisme des services de presse tout en ligne » selon les chiffres du ministère de la culture.

## Pagaille, nouvelle série de podcasts
Afin de lancer fin 2023 Pagaille, une nouvelle collection de podcasts de reportage et d'enquête, le documentariste Alexandre Héraud, ancien journaliste à France Culture (1991-2011) puis à France Inter (2011-2016), s’est rendu pour le média indépendant à Verfeil-sur-Seye, qui a vécu la réalité du combat antiterroriste de l'État français quand 60 policiers de la Brigade de recherche et d’intervention (BRI) sont venus interpeller deux jeunes de ce village de seulement 460 habitants du Tarn-et-Garonne le 5 juin 2023.

## Investigation télévisée
Blast publie sur sa plate-forme une grande enquête du média Off Investigation fondé à la fin de l'année 2021 par le journaliste d'investigation, Jean-Baptiste Rivoire, ex-rédacteur en chef adjoint de l'émission Spécial Investigation de Canal+, après les conflits avec Vincent Bolloré qui ont entraîné son départ de Canal+. Off Investigation se présente comme « indépendant ».
Les deux journalistes d'investigation s'associent pour la diffusion sur Blast de la série « Emmanuel, un homme d'affaires à l'Élysée », première série d'investigation indépendante en 9 épisodes de 26 minutes sur la présidence de la République française et « les parts d’ombre d'Emmanuel Macron et de son action »,, en particulier dans le domaine des « conflits d'intérêts » et « financement par des lobbies privés »,.
Plusieurs chaînes de télévisions ayant refusé les propositions d'enquêtes sur le quinquennat d'Emmanuel Macron, le journaliste Jean-Baptiste Rivoire choisi de fonder Off Investigation avec une équipe de journalistes. La création de ce média repose sur une campagne de financement participatif. Dans une interview à Radio France internationale, Rivoire évoque « les pressions que l’exécutif et les oligarques exercent sur les médias dans l’Hexagone ».
Le premier épisode de la série « Affaire Kohler : Le scandale qui menace Macron » est réalisé par Yanis Mhamdi, ex-journaliste de l’agence Première Lignes. L’épisode est consacré aux liens entre le secrétaire général de l’Élysée Alexis Kohler et la société Mediterranean Shipping Company (MSC), numéro 2 mondial du fret maritime.
Sans être dans les vidéos les plus visionnées sur YouTube, l'épisode réalise un bon démarrage pour un format investigation avec 600 000 vues en trois jours, puis dépasse 2 millions de vues.

## Enquête
En juillet 2023, une enquête de Blast sur un potentiel conflit d'intérêts du député Marc Ferracci lors de sa nomination comme corapporteur à l’Assemblée nationale du projet de loi « plein-emploi », est reprise par Libération, détaillant les proximités et liens à l'appui de cette enquête. L'élu nie tout conflit d'intérêts et annonce porter plainte contre Blast.

## Controverses

### Controverse autour d'un supposé financement
En mars 2021, au moment de sa campagne de financement participatif, l'un des cofondateurs, ancien financier et ancien informateur de la Direction générale de la Sécurité extérieure (DGSE), Maxime Renahy, quitte Blast et lance une polémique autour d'un supposé financement par l'homme d'affaires Hervé Vinciguerra ayant également financé l'association de lutte contre la corruption et la fraude fiscale, Anticor, et soutien d'Arnaud Montebourg,.
Selon Mediapart, à la suite d'une enquête interne de Maxime Renahy sur Hervé Vincigerra, plusieurs mois avant cette affaire, sur décision collective l'équipe de Blast refuse les financements proposés par Hervé Vincigerra. Maxime Renahy faisait partie de l'équipe à ce moment-là.
En mars 2024, Blast annonce avoir gagné son procès en diffamation contre Maxime Renahy. Ce dernier fait appel de cette décision.

### Licenciement de Serge Faubert
Fin mai 2022, un litige oppose Serge Faubert, journaliste à Blast, et sa direction concernant un sujet sur Taha Bouhafs. Serge Faubert propose de revenir sur d'anciennes polémiques le concernant, précédant celles de harcèlement sexuel. La rédactrice en chef, Soumaya Benaïssa, déclare : « Son sujet me posait problème, parce qu’il manquait d’éléments. Je lui ai dit qu’on gardait l’information, mais qu’il devait la documenter ». Serge Faubert propose alors une autre version de son émission où les parties considérées litigieuses sont coupées de moitié, et reçoit alors un SMS tardif de Denis Robert lui reprochant un jugement sur Taha Bouhafs — sur son « communautarisme et/ou son islamo-gauchisme » — contrevenant aux valeurs de Blast. Serge Faubert est alors persuadé d'être censuré. Il envoie un courriel à ses collègues faisant part de son désaccord et d'une proposition de création d'une société de journalistes servant de médiateur dans ce type de situation. Il est alors convoqué pour un entretien préalable à un licenciement et reçoit ensuite une notification de licenciement pour cause réelle et sérieuse de six pages. Denis Robert déclare au Monde : « Je ne voulais pas le virer. Mais il m'a envoyé son avocat. » Denis Robert dément toute censure, arguant d'une critique d’ordre journalistique. Plus tard, Denis Robert tweete : « Dans cette histoire, deux bonnes nouvelles : Blast se sépare d'un élément qui créait des tensions permanentes (…) et cette querelle picrocholine crée un nouveau média. »,.
À la suite des accusations portées par Serge Faubert contre son ancienne rédaction, vingt journalistes de Blast dont Salomé Saqué et Paloma Moritz défendent la ligne éditoriale, la liberté et l'indépendance du média.

### Accusations de maltraitance managériale
Une enquête en deux volets publiée par Arrêt sur images en juin 2023 décrit des pratiques de management brutales, voire toxiques, de Denis Robert et de son entourage, en particulier du directeur des programmes Mathias Enthoven. Une quinzaine d'anciens et actuels membres de l'équipe témoignent, quasi unanimes. Les difficultés internes ont notamment conduit au licenciement du producteur Thomas Bornot, ce dernier étant entré en dépression, et la médecine du travail est intervenue en 2022. La direction de Blast, cependant, conteste ou minimise les faits.
Un droit de réponse est publié le 26 juin par Arrêt sur images et sur le site de Blast.

### Appel aux dons pour le projet des Marioles
À l'occasion du lancement d'un projet d'émission satirique avec marionettes, Les Marioles, Blast récolte près de 464 000 € des contributeurs. Une enquête publiée par l'Informé en septembre 2024 révèle une utilisation problématiques de ces sommes : les marionnettistes n’auraient pas été payés, des frais élevés auraient été versés à des salariés de Blast et à Denis Robert comme auteur,,. Les marionnettistes, se plaignant d'une exploitation de leur œuvre sans cession de droits ni crédit, gagnent le procès sur ce sujet,,.

## Affaire judiciaire

### Plainte en diffamation de Bernard-Henri Lévy
En novembre 2021, un article de Blast affirme que la guerre civile syrienne aurait été « programmée » par le Qatar et la France, sur la base d'un document confidentiel. Conspiracy Watch juge ce document « douteux » et affirme qu'il a circulé sur internet 10 ans auparavant. Conspiracy Watch allègue aussi que l'article de Blast contient « beaucoup d‘incohérences et un brin de conspirationnisme ». Le document, source de cette affaire, relate une réunion secrète qui aurait eu lieu en 2011 entre Bernard-Henri Lévy et le Premier ministre qatari Hamad ben Jassem Al Thani. Dans un compte rendu qui amène au dossier syrien, Bernard-Henri Lévy y est présenté comme « conseiller et envoyé spécial de son Excellence le président Français Nicolas Sarkozy ». Elie Guckert, journaliste et membre du collectif citoyen Syrie Factuel, et Rudy Reichstadt, de Conspiracy Watch, arguent que le document ne semble pas authentifié, que la date (écrite en arabe sur le document) donnée par Blast est erronée (avancée de plusieurs mois), et que la rhétorique de l'article de Blast est complotiste, affirmant que Bernard-Henri Lévy aurait joué un rôle de manipulation pour fomenter une guerre bien que de nombreux événements se soient déroulés avant même la date de la réunion évoquée dans le document, tout en gommant les motifs légitimes de manifestation des Syriens,. Un droit de réponse est adressé par Blast à Conspiracy Watch.
Le 16 juin 2021, Bernard-Henri Lévy poursuit pour diffamation Blast devant la 17e chambre du tribunal de Paris et demande 100 000 € de dommage et intérêts, pour un article affirmant que l'émir du Qatar Hamad ben Khalifa Al Thani aurait demandé à ses services de procéder à un virement de 9 100 000 € à Bernard-Henri Lévy en 2011. Selon Bernard-Henri Lévy, le document-preuve est un faux,,. Le 22 septembre 2021, au motif qu'« il s’agit d’une déduction, voire d’un procès d’intention, dont la pertinence peut être librement débattue, mais dont la vérité est impossible à prouver. Il n’appartient en effet pas au tribunal de se prononcer sur la pertinence des opinions, même si elles peuvent légitimement heurter, et le passage ne présentant pas un caractère diffamatoire », le tribunal le déboute de ses demandes et le condamne à verser 3 000 € à Blast au titre de l'article 700 du code de procédure civile français. Il fait appel de ce jugement,, mais perd à nouveau son procès, la cour d'appel estimant que l’enquête de Blast est diffamatoire (dans le sens où elle porte atteinte à l’honneur du plaignant) mais possède une « base factuelle suffisante ».